# My Beautiful Laundrette
My Beautiful Laundrette (tj. Moje krásná prádelna) je britský hraný film z roku 1985, který režíroval Stephen Frears podle stejnojmenné divadelní hry. Film se odehrává v období vlády Margaret Thatcherové v Londýně, kde se snaží prosadit mladý Pákistánec Omar a bývalý punker Johnny. Snímek měl světovou premiéru na Mezinárodním filmovém festivalu v Torontu 7. září 1985.

## Děj
Omar žije v Londýně a stará se o svého otce, bývalého novináře, který musel opustit Pákistán z politických důvodů.
Omar, jehož matka spáchala sebevraždu, se stará o otce, ze kterého se stal postupně alkoholik. Naopak Omarův strýc Nasser je úspěšný obchodník, který se v nové zemi dobře adaptoval. Svému synovci jednoho dne nabídne, aby vedl jeho starou prádelnu. Vidí v něm budoucího manžela pro svou dceru Taniu. Omar se zná ještě ze školy s Johnnym, který je nezaměstnaný, bez domova a jen se potlouká po Londýně. Nabídne mu, aby u něj v prádelně pracoval. Mezi oběma mladíky se vyvine milostný poměr a postupně přemění prádelnu ve fungující podnik. Omarův otec z jeho nové práce není příliš nadšený. Byl by raději, kdyby Omar dokončil studia. Navíc zná Johnnyho jako násilného rasistu. Omar a Johnny mezitím plánují převzetí dalších dvou prádelen. Při otevření rekonstruované prádelny na ni zaútočí gang, ke kterému dříve patřil Johnny. Napadnou Johnnyho jako zrádce jejich myšlenek. Johnny je zachráněn Omarem.

## Obsazení
| Saeed Jaffrey      | Nasser    |
| Roshan Seth        | jeho otec |
| Daniel Day-Lewis   | Johnny    |
| Gordon Warnecke    | Omar      |
| Derrick Branche    | Salim     |
| Rita Wolf          | Tania     |
| Souad Faress       | Cherry    |
| Richard Graham     | Genghis   |
| Shirley Anne Field | Rachel    |

## Ocenění
- Oscar – nominace v kategorii nejlepší scénář (Hanif Kureishi)
- BAFTA Award – nominace (Hanif Kureishi, Saeed Jaffrey)
- Independent Spirit Award – nominace v kategorii nejlepší film
- Evening Standard British Film Award – Stephen Frears
- National Board of Review Award – Daniel Day-Lewis
- New York Film Critics Circle Award – Daniel Day-Lewis, Hanif Kureishi
- National Society of Film Critics Award – Hanif Kureishi